# Fukiya

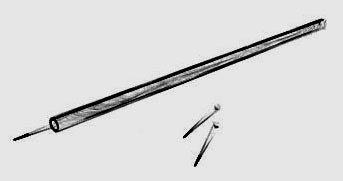
Una fukiya.

Fukiya (吹き矢) es el nombre japonés para la cerbatana. Consiste en un largo tubo de 1,2 m capaz de disparar dardos de 20 cm. A diferencia de las cerbatanas americanas, la fukiya no tiene boquilla: en su lugar, se debe rodear el tubo con los labios. Los dardos usados en la fukiya son llamados fukibari, y miden tradicionalmente dos pulgadas de largo.
En Japón, la fukiya es considerada un arma de tiro con arco, mantenida por Japan Sports Fukiya Association.